# Nouba Nouba
 (avril 2016).
Si vous disposez d'ouvrages ou d'articles de référence ou si vous connaissez des sites web de qualité traitant du thème abordé ici, merci de compléter l'article en donnant les références utiles à sa vérifiabilité et en les liant à la section « Notes et références ».
Nouba Nouba est une émission de télévision belge de la RTBF pour les enfants diffusée en fin d'après-midi vers 17 h, ainsi que le samedi matin et le dimanche après-midi de septembre 1985 à juin 1994 et qui succède à Lollipop.
Elle est déclinée sous plusieurs formes : 
- un show les samedis matins présenté par Jean Martin[Lequel ?], sous le nom de Martin, et des saynètes jouées par des animaux anthropomorphiques aux noms rimés : Benoit le putois, Firmin le lapin, Yolinde la dinde entre autres. Les acteurs sont issus du Magic Land Théâtre.
- un journal télévisé pour enfants, Noubana News, qui est présenté par Françoise Wallemacq.
- une émission quotidienne de dessins animés, Noubanimé, également diffusée le dimanche en fin d'après-midi.

Nouba Nouba est remplacée par la suite par Ici Bla-Bla.

## Liste des dessins animés et séries diffusés dans l'émission
- Naftaline
- Lobo
- Manu
- Bébé Antoine
- Ernest le vampire
- Les Volbecs
- Pattes velues
- Cococinel
- Les Pierrafeu
- Les Récrés d'Henry Dès
- Omer et le fils de l'étoile
- Les Animaux du Bois de Quat'sous
- Madame Pepperpote
- Jimbo
- Sherlock Holmes
- Stripy
- Boumbo
- Séries Procidis
  - Il était une fois… la Vie
  - Il était une fois… l'Homme
  - Il était une fois… l'Espace
- Lordi
- Le Livre de la jungle
- Clémentine
- Jumbo
- Bouli
- Mik, Mak, Mon
- Les Tripodes